# 모종화
모종화(牟鐘和, 1957년 8월 26일 ~ )는 대한민국의 제25대 병무청장이다.

## 학력
- 1976년 목포고등학교 졸업
- 1980년 육군사관학교 토목공학과 공학사(36기)
- 1985년 육군보병학교 수료
- 1991년 국방대학원 국방관리학과 행정학 석사
- 2002년 용인대학교 대학원 환경학과 이학석사 수료
- 2010년 용인대학교 경영대학원 경영학 박사

### 비학위 수료
- 2014년 서울대학교 공과대학 최고위과정 수료

## 경력
- 1980년 3월: 육군 소위 임관
- 2008년 11월 ~ 2010년 12월: 육군 제31보병사단 사단장
- 2011년 12월 ~ 2012년 5월: 제1대 합동군사대학교 총장
- 2012년 5월 ~ 2013년 11월: 육군 제1군단 군단장
- 2013년 11월 ~ 2015년 1월: 육군 인사사령관
- 2015년: 육군 중장 예편
- 2019년 2월 ~ 2019년 12월: 한국방위산업진흥회 상근 부회장
- 2019년 12월 13일 ~ 2021년 3월 26일: 병무청장

## 상훈
- 1989년 대통령상
- 2008년 대통령 표창
- 2012년 보국훈장 국선장